# Vanyino
Vanyino (oroszul: Ванино) városi jellegű település Oroszország távol-keleti részén, a Habarovszki határterületen, a Vanyinói járás székhelye. Tengeri kereskedelmi kikötő és kompátkelő Szahalin szigetre. 
Népessége: 17 001 fő (a 2010. évi népszámláláskor).

## Elhelyezkedése
Habarovszktól vasúton 855 km-re, közúton 535 km-re, a Japán-tenger Tatár-szorosából nyíló Vanyinói-öböl északnyugati partján helyezkedik el. Vasútállomás a Bajkál–Amur-vasútvonal végén, Komszomolszk-na-Amuretól 480 km-re. Csupán néhány kilométerre északra fekszik Szovjetszkaja Gavanytól, melynek sokáig egyik városrésze volt.
Vanyino dombos terepre épült és három nagyobb részből: a központi kerületből, a második kerületből és egy ún. finn faluból áll, utóbbi talán a kertes házak negyede. Sokáig az 5 km-re északabbra fekvő Toki is Vanyinóhoz tartozott, de 1985 óta már önálló település a tengerparton.

## Története
Orosz hajósok először 1853 májusában fedezték fel az öblöt, melyet később a partvidéket 1876-ban feltérképező expedíció topográfus tisztjéről, I. K. Vanyinról neveztek el. A falu története 1907-ben kezdődött, amikor egy Tyiskin nevű vállalkozó fafeldolgozó telepet alapított. A település neve előbb Tyiskino volt, csak később vette fel az öböl nevét. 
1939-ben a szovjet kormány  határozatot hozott a Komszomolszk-na-Amureból a tengerpartra vezető vasút és ott a kikötő sürgős megépítéséről. A megkezdett munkát azonban 1941 áprilisában leállították, majd a háborús helyzet alakulása miatt 1943-ban újra sűrgösen elkezdték. A tajgán át vezető közel 500 km hosszú vasútvonalat egyidejűleg két végéről építették, Vanyinóban is több ezer Gulag-fogoly dolgozott. 1944 tavaszára elkészült a kikötő első mólója, 1945 júliusában befutott Vanyinóba az első katonai szerelvény. Később megépült a vasútállomás is.
A kikötő jelentősége 1946 nyarától hirtelen megnőtt, miután a déli Nahodka kikötői létesítményeit egy robbanóanyaggal megrakott hajó felrobbanása elpusztította. A kormány 1947 elején Vanyinót a szovjet Távol-Kelet legfontosabb polgári kikötőjévé nyilvánította és ugyanakkor a Belügyi Népbiztosság kezelésébe adta. 1951-ben Vanyinóban a Gulag táborrendszer egyik nagy tranzitállomását hozták létre (1954-ig állt fenn): a vonaton érkezett transzportokat innen szállították tovább a tengeren Magadanba, a Belügyi Népbiztossághoz tartozó nagyvállalat, a „Dalsztroj” elosztóközpontjába, majd onnan a Kolima-vidék bányáiba, építkezéseire. A tengeren a hajózás télen szünetelt, ilyenkor Vanyinóban és környékén a Gulag foglyainak tízezres tömegei torlódtak össze.
A település csaknem húsz évig Szovjetszkaja Gavany egyik városrésze volt. Közigazgatásilag 1958-ban kivált a városból, majd 1973-ban a Szovjetszkaja Gavany-i járásból is és az akkor létrehozott Vanyinói járás székhelye lett. Ugyanabban az évben nyitották meg hivatalosan az 1969-től épített szahalini tengeri kompátkelőt is.

## Gazdaság és közlekedés
Vanyino az évek során a partszakasz olyan forgalmi csomópontjává alakult, ahol a vasúti áruszállítás a tengerhajózással találkozik. A kereskedelmi kikötő jó lehetőséget nyújt a Bajkál–Amur-vasútvonalon érkező áruk tengeren történő továbbítására. Az öbölből induló hajók az Ohotszki-tenger vidékeire, valamint exportra a Csendes-óceán ázsiai térségének országaiba szállítanak árukat. 
A hivatalosan 1943-ban alapított kikötő a 21. században már részvénytársasági formában működik. Egész évben nyitva tart, télen a hajózást jégtörők biztosítják. 16 dokkja (korábbi adat szerint 22 dokkja és mólója), specializált ömlesztett áru- és konténerterminálja, valamint kompkikötője van. A 2010-es években a közeli Mucske-öbölben (Toki településen) új nagy szénterminál épült, a kikötői létesítményeket és infrastruktúrát korszerűsíteni kezdték. 
A vasúti- és teherkomp kikötő alapvető feladatot lát el a Szahalini terület ellátásában, gazdasági kapcsolatainak fenntartásában. Vanyino és a dél-szahalini Holmszkban épült kompkikötő között egész évben naponta három vagy négy óriáskomp létesít állandó kapcsolatot. A 253 km hosszú utat a kompok 15-18 óra teszik meg, a rakománytól és az időjárástól függően.
A szárazföld belsejével a közúti kapcsolatot az A376-os főút biztosítja. Az Amur völgyében haladó főútról Lidogánál ágazik le a Vanyinóba vezető 320 km-es útszakasz. A részben még épülő vagy felújítás alatt álló út 2019 elején kapott magasabb, szövetségi jelentőségű autóút besorolást.
Vanyinónak nincs külön repülőtere. Kb. 15 km-re északra, Mongohto mellett van az Orosz Légierő egyik nagy bázisa. A legközelebbi polgári repülőtér (kb. 30 km) Szovjetszkaja Gavanyban van (Maj-Gatka) és felújításra szorul.